# Австралійська плямиста акула руда
Австралійська плямиста акула руда (Asymbolus rubiginosus) — акула з роду австралійська плямиста акула родини котячі акули. Інші назви «помаранчева плямиста котяча акула», «іржава плямиста котяча акула».

## Опис
Загальна довжина досягає 54,9 см. Голова широка, трохи сплощена зверху. Очі великі, мигдалеподібні, з мигальною перетинкою. За ними розташовані невеличкі бризкальця. Ніздрі з маленькими носовими клапанами. Губні борозни однакової довжини на обох губах. Рот короткий, широкий. Зуби дрібні, з 3-ма верхівками, з яких центральна є пікоподібною, високою на відміну від бокових маленьких. У неї 5 пар коротких зябрових щілин. Тулуб щільний, циліндричний. Грудні плавці дуже розвинені. Має 2 спинних плавця однакового розміру, розташовані у хвостовій частині. Черевні плавці широкі, округлі. Анальний плавець довгий та низький. Хвіст вузький, його стебло тонке й коротке.
Забарвлення спини блідо-коричневе, черево — світліше. По тілу розкидані рудувато- або помаранчево-коричневі плями. Під очима присутні розмиті ділянки темніші за загальний фон.

## Спосіб життя
Тримається на глибинах від 25 до 540 м. Полює на здобич біля дна. Живиться молоддю риб, личинками морських тварин, креветками, кальмарами, морськими червами, яйцями акул. Небезпеку для цієї акули становлять великі акули, скати, восьминоги.
Статева зрілість настає при розмірах 35—36 см. Це яйцекладна акула. Самиця відкладає 2 яйця з твердою оболонкою та вусиками, якими чіпляється до ґрунту й водоростей.
Не є об'єктом промислового вилову.

## Розповсюдження
Мешкає біля узбережжя Австралії — від о. Моретон (Квінсленд) до о. Тасманія.